# تحليل المراقب المثالي
تحليل المراقب المثالي (بالإنجليزية: Ideal observer analysis) هو وسيلة للتحقيق في كيفية معالجة المعلومات في جهاز الإدراك الحسي. كما أنه مبدأ أساسي يوجه البحوث الحديثة في الإدراك.
المراقب المثالي هو نظام نظري، يؤدي مهمة محددة بطريقة مثلى. وإذا كان هناك عدم يقين في المهمة، فإن الأداء المثالي يكون مستحيل، وسيرتكب المراقب المثالي الأخطاء.
الأداء المثالي هو الحد النظري الأعلى للأداء. فمن المستحيل - من الناحية النظرية- أن يكون أداء النظام الحقيقي أفضل من المثالي. وعادة فإن النظم الحقيقية هي فقط قادرة على الأداء المثالي الفرعي.
هذه التقنية مفيدة لتحليل البيانات النفسية (انظر علم الطبيعة النفسية).

## التعريف
تم تقديم العديد من التعريفات لهذا المصطلح.
جيسلر (2003)(أعيدت صياغته قليلا): المفهوم المركزي في تحليل المراقب المثالي هو المراقب المثالي، والذي هو جهاز نظري يؤدي مهمة معينة بطريقة مثلى نظرا للمعلومات المتاحة وبعض القيود المحددة. هذا لا يعني أن المراقبين المثاليين يؤدون دون خطأ، بل بالأحرى أنهم يؤدون عند الحد المادي لما هو ممكن في الحالة. والدور الأساسي لعدم اليقين والضوضاء يعني ضمنا أنه يجب تعريف المراقبين المثاليين في المصطلحات الاحتمالية (الإحصائية). يتضمن تحليل المراقب المثالي تحديد أداء المراقب المثالي في مهمة معينة ومن ثم مقارنة أدائه مع نظام الإدراك الحسي الحقيقي الذي قد يكون (اعتمادا على التطبيق) النظام ككل أو نظام فرعي أو مكون أساسي من النظام (مثل الخلايا العصبية).

## تحليل المراقب المثالي المتسلسل
في تحليل المراقب المثالي المتسلسل فإن الهدف هو قياس العجز في أداء النظام الحقيقي (نسبة إلى المثالي) في مراحل المعالجة المختلفة. مثل هذا النهج مفيد عند دراسة الأنظمة التي تعالج المعلومات في مراحل أو وحدات منفصلة (أو شبه منفصلة).